# Cameraria marinensis
Cameraria marinensis là một loài bướm đêm thuộc họ Gracillariidae. Nó được tìm thấy ở Hoa Kỳ (California).
Chiều dài cánh trước là 4.5-5.5 mm.
Ấu trùng ăn Lithocarpus densiflorus. Chúng ăn lá nơi chúng làm tổ.

## Etymology
Tên khoa học có nguồn gốc từ loài địa phương (Marin County) và the Latin suffix -ensis (denoting place, locality).